# Лі Неллі
Неллі Лі (5 лютого 1942, Казахстан — 2 грудня 2015, Санкт-Петербург) — російська оперна співачка і педагог.

## Біографія
Народилася в Казахстані в родині вихідців з Кореї. Батько був офіцером, мати лікарем. Навчалася в Ленінградському музичному училищі ім. Н. А. Римського-Корсакова (клас Е. П. Андрєєвої), закінчила Ленінградську Консерваторію в 1970 році (клас Т. Н. Лаврової).
Після закінчення навчання багато гастролювала в Росії і за кордоном. Виконувала як камерну музику, так і партії в операх. Була однією з найбільш відомих оперних співачок Росії, виконувала партії сопрано в таких операх як «Травіата», «Весілля Фігаро», «Іоланта», «Манон Леско», «Арабелла», а також в кантатах Й. С. Баха. Протягом десяти років була солісткою Ансамблю солістів оркестру Державного академічного Великого театру СРСР під орудою головного диригента Большого Театру А. Н. Лазарєва. Виконувала твори Чайковського, Рахманінова, Шнітке, Е. Денисова, С. Губайдулліної та ін. Брала участь в «Грудневих вечорах», які організував у Державному музеї образотворчих мистецтв імені О. С. Пушкіна в Москві Святослав Ріхтер.
З 1988 р. протягом десяти років працювала професором Національної консерваторії в Сеулі. Пізніше викладала в музичному училищі ім. Н. А. Римського-Корсакова та в Петербурзькій Консерваторії, де пропрацювала суммарно двадцять років. Також викладала вокальну майстерність при благодійному фонді ім. П. І. Чайковського в Санкт-Петербурзі. Померла в 2015 році.

## Премії та нагороди
- Дипломант Всесоюзного конкурсу вокалістів ім. Глінки (1971).
- Міжнародний почесний орден «За служіння музиці» (1993).
- Удостоєна премії Американського біографічного центру «За життєві досягнення в мистецтві».
- Кавалер «Ордена мистецтв» за виконання французької музики.
- У 2004 році удостоєна звання Заслужений діяч мистецтв Російської Федерації.